# Armada Inglesa

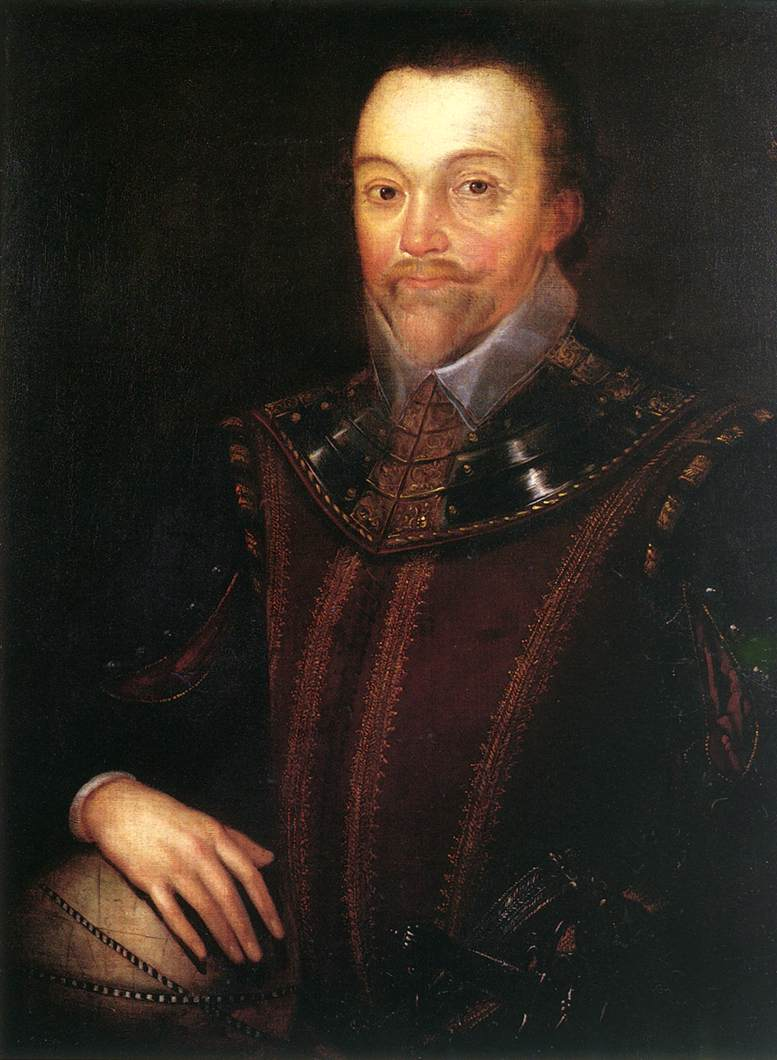
Francis Drake c.1590

A Armada inglesa, Contra Armada ou Expedição Drake-Norris, foi uma frota de invasão enviada à Península Ibérica pela rainha Isabel I da Inglaterra na Primavera de 1589, como parte das operações da guerra anglo-espanhola de 1585-1604. Visava aproveitar a vantagem estratégica obtida com a derrota da "Invencível Armada" enviada por Filipe II de Espanha contra a Inglaterra no ano anterior. 
A expedição tinha três objectivos: destruir os navios espanhóis sobreviventes, que estavam a ser reparados na Corunha, San Sebastián e Santander, para impedir a recuperação do poderio naval espanhol. Depois, liderar a revolta contra o domínio espanhol em Portugal no início da união ibérica apoiando António Prior do Crato e, por fim, estabelecer uma base numa das ilhas dos Açores. Este último objectivo permitiria à Inglaterra obter uma base permanente no Atlântico, o que representaria um progresso significativo para a longo prazo arrebatar a Espanha o monopólio das rotas comerciais para o Novo Mundo. 
A operação terminou com uma derrota, constituindo um fracasso de dimensão semelhante ao da famosa Invencível Armada Espanhola. Após este desastre, aquele que tinha sido até então um herói popular na Inglaterra, Sir Francis Drake, caiu em desgraça. Simultaneamente alimentou um renascimento do poderio naval espanhol, que sofrera um rude golpe após a derrota da sua armada.

## Desembarque em Portugal

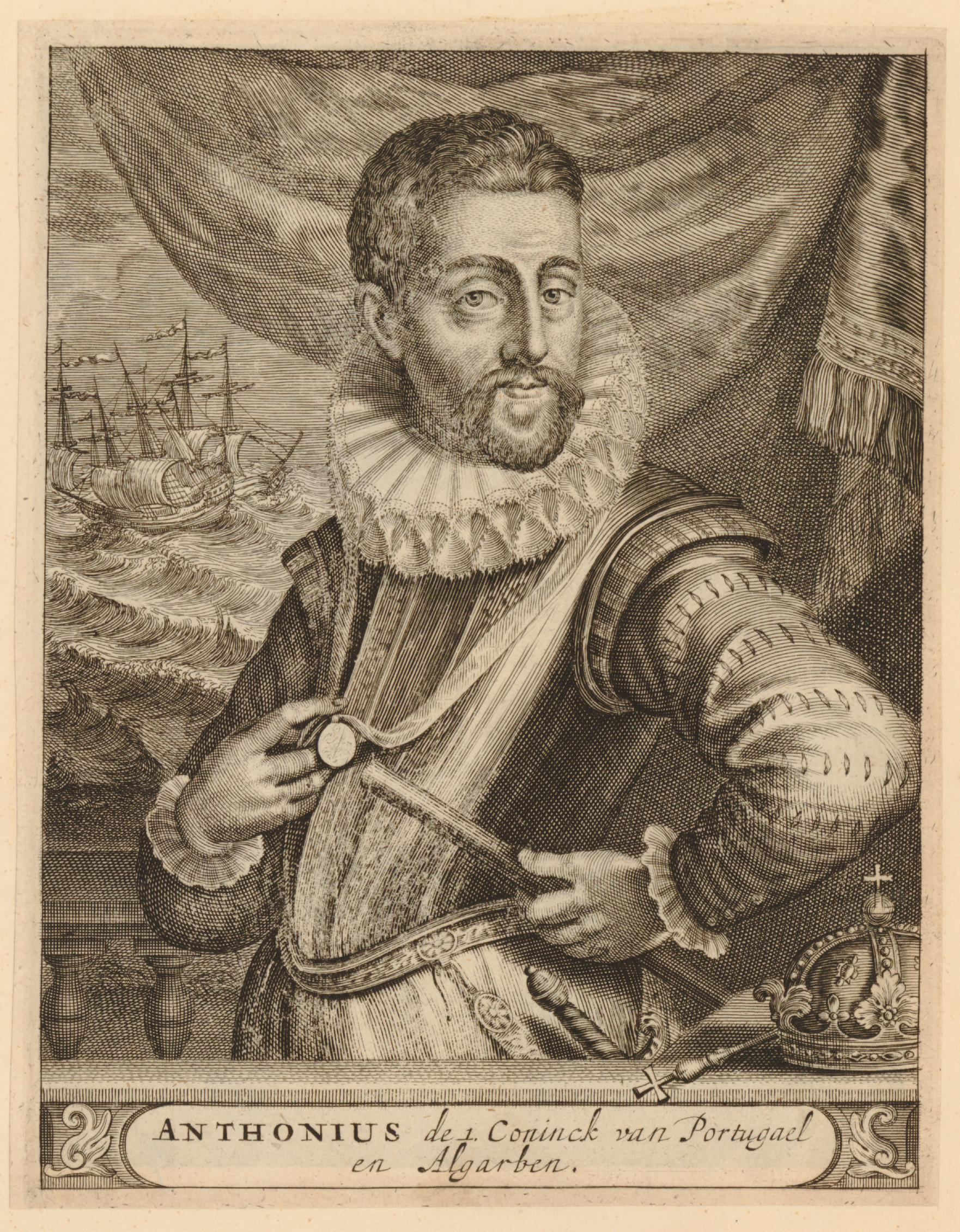
D. António, Prior do Crato, aclamado António I de Portugal em 1580

A operação teve origem na sequência da crise de sucessão de 1580 em Portugal, quando Filipe II de Espanha obteve a coroa portuguesa em detrimento de D. António, Prior do Crato e Catarina, Duquesa de Bragança. 
Parte do fracasso da operação deveu-se a uma má avaliação da política portuguesa: ao defender uma aliança com a coroa Portuguesa, Isabel I esperava conter o poder dos Habsburgo na Europa e abrir caminho aos seus favoritos nas rotas comerciais do império português, que se estendia do Brasil à China. Mas esta era uma tarefa difícil, pois grande parte da aristocracia e do clero português aceitara Filipe II de Espanha como rei em 1581, nas Cortes de Tomar. 
O pretendente ao trono, António, Prior do Crato, não era uma figura carismática. Com a sua causa comprometida pela legitimidade, enfrentava um adversário melhor aos olhos dos nobres portugueses, Catarina, Duquesa de Bragança. E, embora com apoio popular, não conseguira estabelecer um governo efetivo no exílio nos Açores., antes de pedir o auxílio inglês. De modo a conseguir o apoio militar de Inglaterra, D. António recorrera ao argumento de que as populações portuguesas se sublevariam ao seu lado contra os espanhóis, de tal modo que talvez nem fosse necessário combater. O empenho dos portugueses na acção militar falharia. A ocupação espanhola assentava numa repressão feroz, reforçada com a ameaça da invasão, e o levantamento popular não aconteceu.
A esquadra de 6500 soldados ingleses desembarcou em 26 de Maio de 1589 na praia da Consolação, próxima de Peniche, comandada por Robert Devereux, 2º Duque de Essex. Fazia parte de uma expedição militar de 140 navios e 27 600 homens (ou 20 000 homens e 170 navios) comandados por Francis Drake e pelo almirante John Norreys, com ordens de Isabel I da Inglaterra para recolocar D. António no trono de Portugal e restaurar a soberania portuguesa. Simultaneamente com a legitimidade de respeitar a Aliança Luso-Inglesa, Isabel I desejava impedir os esforços espanhóis de reconstituição do poderio naval após a derrota da Invencível Armada, e evitar uma nova tentativa de invasão espanhola à Inglaterra.
A acção militar começou com sucesso: a Praça-forte de Peniche caíu em poder dos homens de Essex e a guarnição portuguesa, submetida ao comando espanhol, não opôs grande resistência. Enquanto as tropas que desembarcaram rumavam por terra a Lisboa, o resto da frota, sob o comando de Francis Drake, seguiu para Cascais. Os objectivos da invasão eram cercar Lisboa por terra e por mar, e ocupar os Açores de modo a cortar a rota da prata espanhola.
A palavra foi passando entre os portugueses, mas no caminho para Lisboa as forças inglesas mereceram a desconfiança portuguesa ao saquear Atouguia da Baleia, Lourinhã, Torres Vedras, e Loures. Às portas da capital as forças terrestres colocaram-se inicialmente no Monte Olivete (actual freguesia de São Mamede) mas mudaram-se para a Boa Vista, o Bairro Alto e depois para a Esperança, quando D. Gabriel Niño abriu fogo com os canhões do Castelo de São Jorge. A artilharia prometida por Isabel I a D. António não viajara na expedição, o que limitava a capacidade de resposta dos ingleses.
Em Cascais, Francis Drake aguardava a entrada terrestre em Lisboa para cercar a cidade no rio Tejo; mas os homens de John Norreys foram ineficazes no ataque à capital bem fortificada e melhor defendida, onde os espanhóis tinham reforçado a guarnição e a repressão. As prisões estavam cheias, as execuções de resistentes sucediam-se.
Menos de um mês depois do desembarque, a expedição inglesa regressou à armada ancorada em Cascais. Mais atacados pela peste do que em combate, os ingleses tinham sofrido danos importantes sem alcançar qualquer dos objectivos. Desde esse tempo, a expressão «amigos de Peniche» passou a designar todos os falsos amigos.

## Consequências culturais
Amigo de Peniche tornou-se uma expressão idiomática de Portugal que  se refere a um falso amigo - um parceiro desleal que não merece confiança e está apenas interessado em receber à custa de outros sem oferecer nada em troca. É o equivalente da expressão amigo da onça do Brasil, também usada em Portugal.